# Cerithidea quoyii
Cerithidea quoyii is een slakkensoort uit de familie van de Potamididae. De wetenschappelijke naam van de soort is voor het eerst geldig gepubliceerd in 1848 door Hombron & Jacquinot als Cerithium quoyii.